# Halda (kanál)
Halda je umělý, cca 10 km dlouhý pardubický a sezemický kanál z roku 1495, který sloužil jako náhon pro Winternitzovy mlýny. Přestože Labe a Chrudimka tečou asi 20 metrů od mlýnů, nemají dostatečný spád pro pohon sádek a mlýnů (např. Duškův mlýn v ulici Mezi mosty, mlýn Na valše nebo mlýn Hrkačna) a pro sádky nebylo možno použít málo kvalitní vodu z Labe, musel být vybudován umělý kanál využívající jednoho z přítoku Labe, řeky Loučná, nedaleko Sezemic. Vynikající technické dílo má minimální spád jen 0,5 m výškového rozdílu začátku oproti ústí. Počápelský kanál je chráněn jako kulturní památka.

## Zajímavosti
Halda se od svého odklonu z Loučné na území Sezemic vrací zpět k Labi v místě zvaném Úzké na vzdálenost cca 0,5 m (vede tudy červená turistická značka), přičemž hladina Haldy je cca o pět metrů výše. Halda se nemůže od 70. let dvacátého století vrátit do Labe kvůli jeho vyšší hladině před Pardubickým zdymadlem, ani historickou spojkou pod ulicí Mezi mosty do Chrudimky, která je kvůli nedalekému soutoku s Labem na stejné úrovni a proto po soutoku se Spojilským odpadem podtéká Chrudimku umělým kanálem a vlévá se do Labe až za Pardubickým zdymadlem. Kuriózní na celé záležitosti je navíc i to, že Halda protíná akvaduktem níže tekoucí Spojilský odpad na Židově.
Pevný jez před mostem pod ulicí Mezi mosty udržuje stálý stav hladiny, přebytek vody přepadá do odpadního kanálu, požeračky, který dříve před dokončením zdymadla ústil do oblouku Labe (dnes jezera Čičáku). Z Haldy se napájí sádky v Husově ulici, tzv. Nové a Velké jezero. Developeři už připravili a nechali schválit územní plán, podle kterého mají být přilehlé zahrádky a Winternitzovy mlýny zlikvidovány a vybudována další „milionářská čtvrť“.

## Úzké
„Úzké“ nebo „V úzkém“ je cca 200 metrů dlouhá hráz ze 16. století v severovýchodní části Pardubic mezi Labem a Haldou, které jsou od sebe vzdáleny v nejužším místě 75 cm, přičemž rozdíl hladin obou toků dosahuje 5 metrů. Před stavbou Pardubického zdymadla v roce 1972 byl tento rozdíl dokonce 8 metrů. Důvodem rozdílu hladin je účel vzniku Haldy, která sloužila jako náhon pro Winternitzovy mlýny a proto byl spád toku vybudován až tam, jinak teče prakticky po rovině (0,5m rozdílu). Pernštejnům se při budování kanálu postavil do cesty kopec Hůrka, který je donutil nasměrovat koryto do těsné blízkosti Labe. Stavitelé Haldy museli myslet i na to, aby se jim v tomto místě voda nevylila do řeky. Z důvodu neprosakování vody z horní části musel stavitelé při budování nejenom vykopat kanál, ale zpevnit ho analogicky hrázím rybníků. Nešlo tedy jen o jednoduché haťování (zpevnění pomocí tyčí a větví a proplétání) ale o tzv. utemování, tj. jíl a jílový materiál se nahrnul do výšky a následně nabouchal do požadovaného tvaru. Výsledek procesu připomíná mlaty stodol, na kterých se prováděl výmlat obilí. Dokončená hráz ale nesměla nikdy vyschnout, protože v opačném případě po vyschnutí následovalo popraskání hráze v takovém rozsahu, až by se nedala hráz opravit a především nevratně, takže postupem času by protékala voda tak, že by se celá hráz protrhla až do Labe.
Úzké bylo kdysi místem, kam vedla upravená cesta pro výletníky. V současné době se připravuje jeho další propagace pro turisty. Poslední úprava hráze proběhla v roce 1975, kdy došlo k vysekání náletových dřevin a zprůchodnění hráze. Název se poprvé ve spisech se vyskytuje roku 1747, ale stavba je starší. Stavba hráze je obdivuhodná ukázka úrovně vodních staveb z dob Pernštejnů. Labe tu v kamenitém řečišti tvořilo peřeje zvané Hrčáky, které zmizely jakmile se zvedla hladina Labe díky stavbě zdymadla ve dvacátém století. V západní části Úzkého byl objeven za druhé světové války pravěký tábor obchodníků s porcelanitem z Kunětické hory. Do roku 1949 zde občas bývala umístěna zastávka permanentní pardubické drážky, přechodně i konečná stanice dubické drážky.
V současnosti je toto místo částečně zastavěno chatovou osadou ze 70. let a nachází se zde rozcestník na levém břehu Labe, který ukazuje na červenou turistickou trasu č. 0438, která vede od Pardubického zámku na hrad Kunětická hora. K Úzkému je možné se dostat od Parku Na Špici po červené turistické značce, z obce Hůrka anebo ze Židova nezpevněnou cestou kolem Haldy, kde se nachází unikátní kombinace prvorepublikových chatek, atypických úkrytů bezdomovců a domů s masivními prvky podnikatelského baroka z 90. let dvacátého století. Do budoucna je připraven projekt rodinných domů poblíž této lokality, který je odbornou veřejností kritizován. Území bylo z tohoto důvodu v minulosti rozparcelováno.

## Galerie

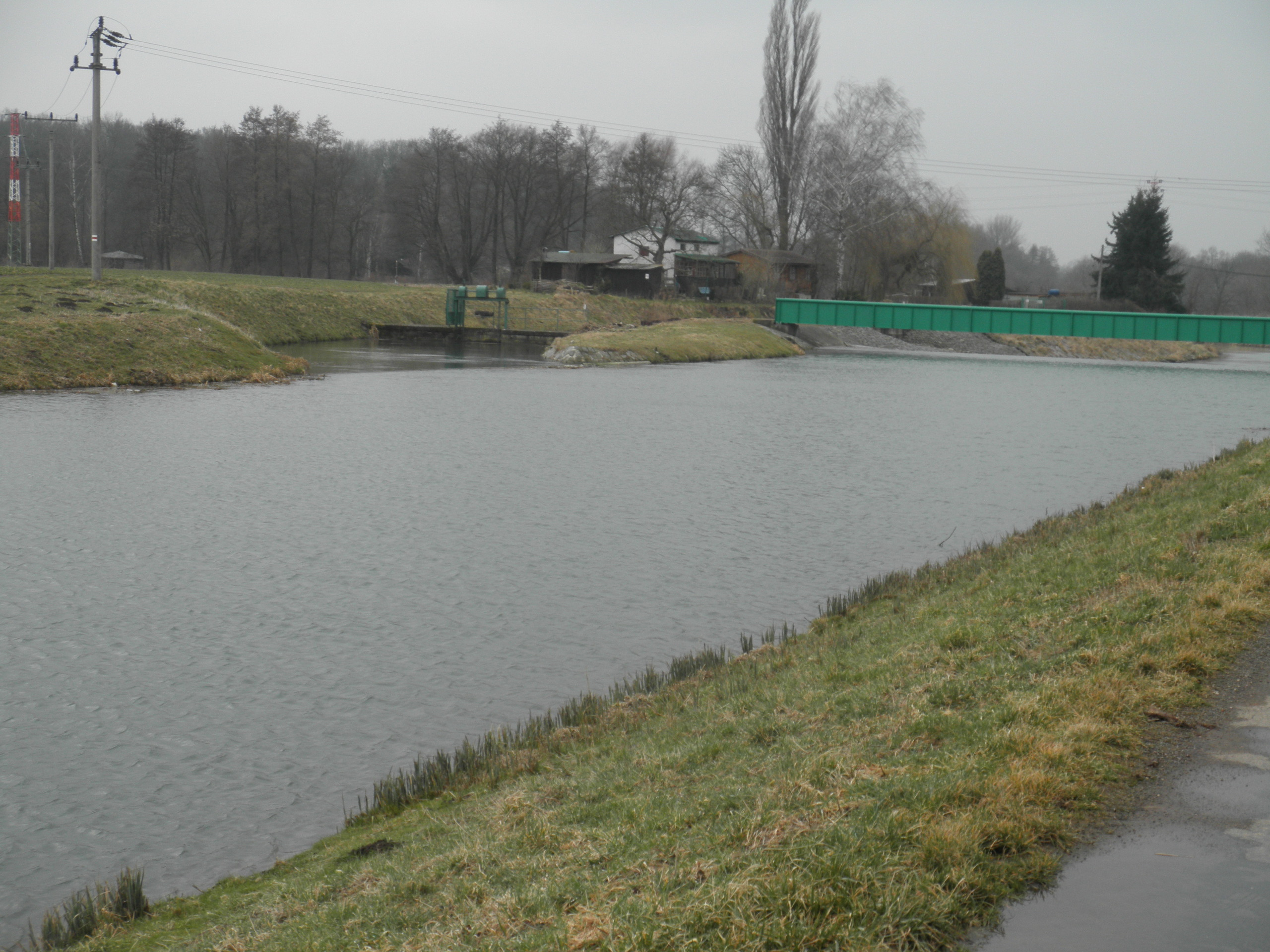
Počátek Haldy
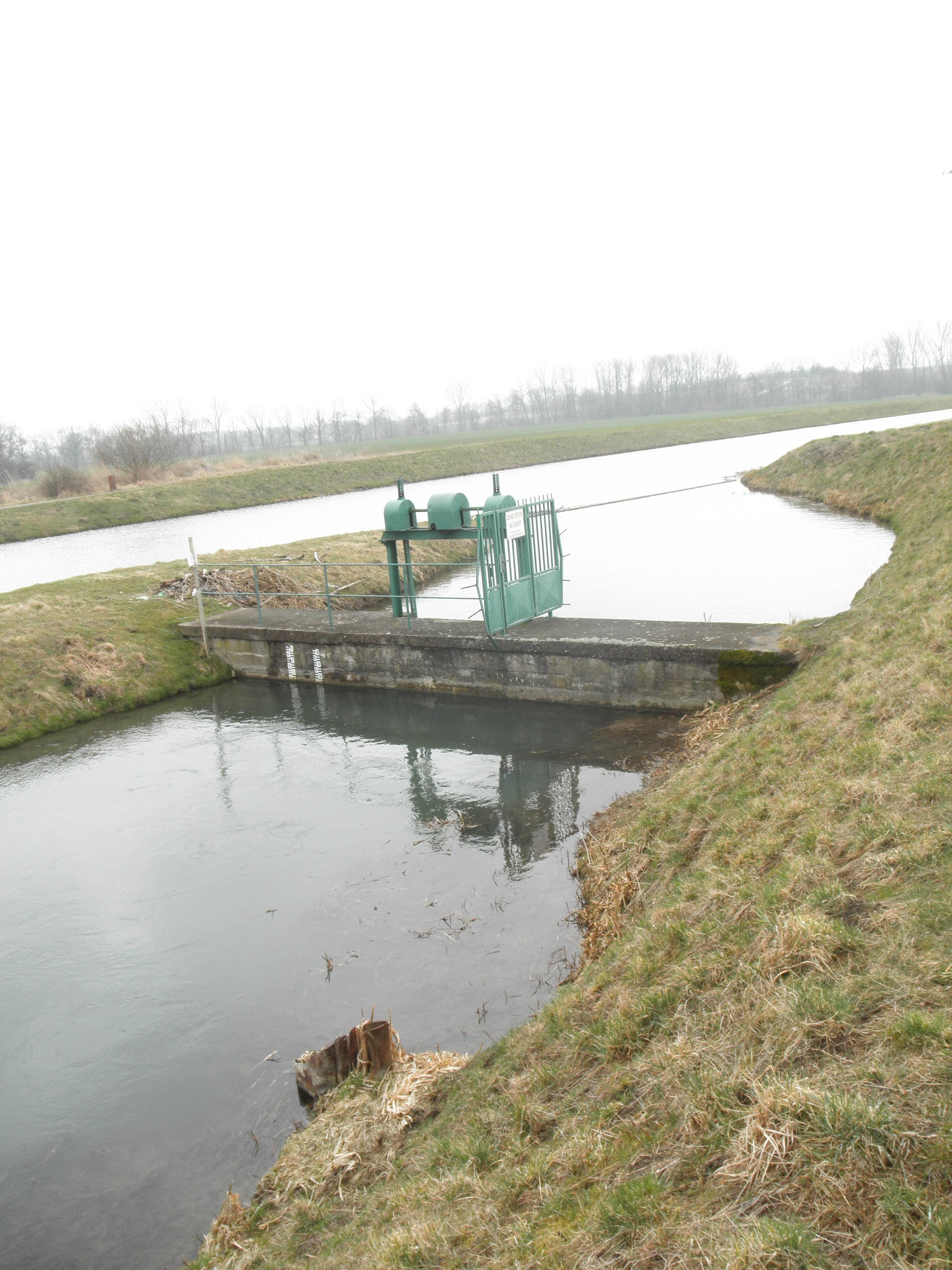
Loučná a Halda
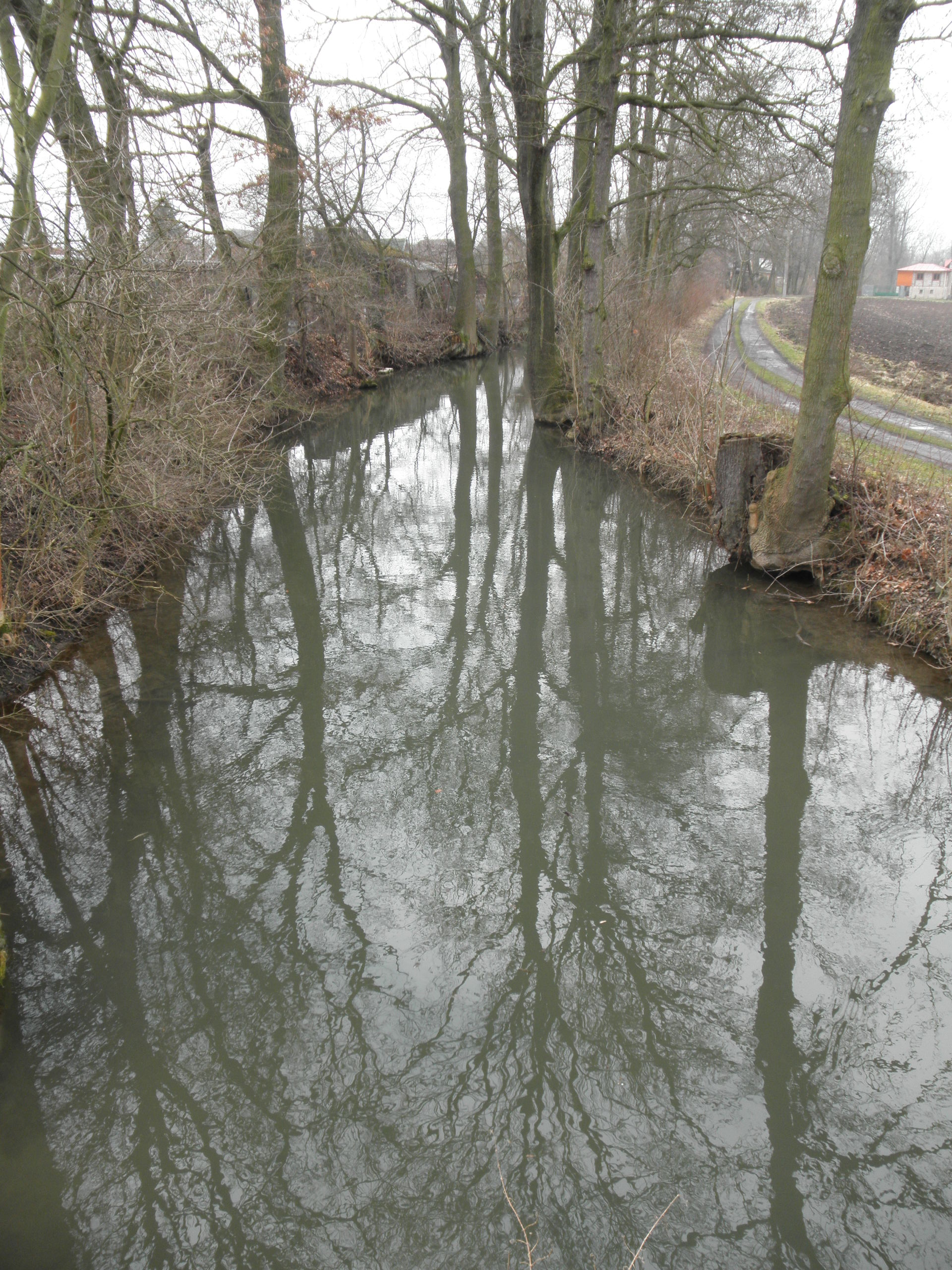
Halda
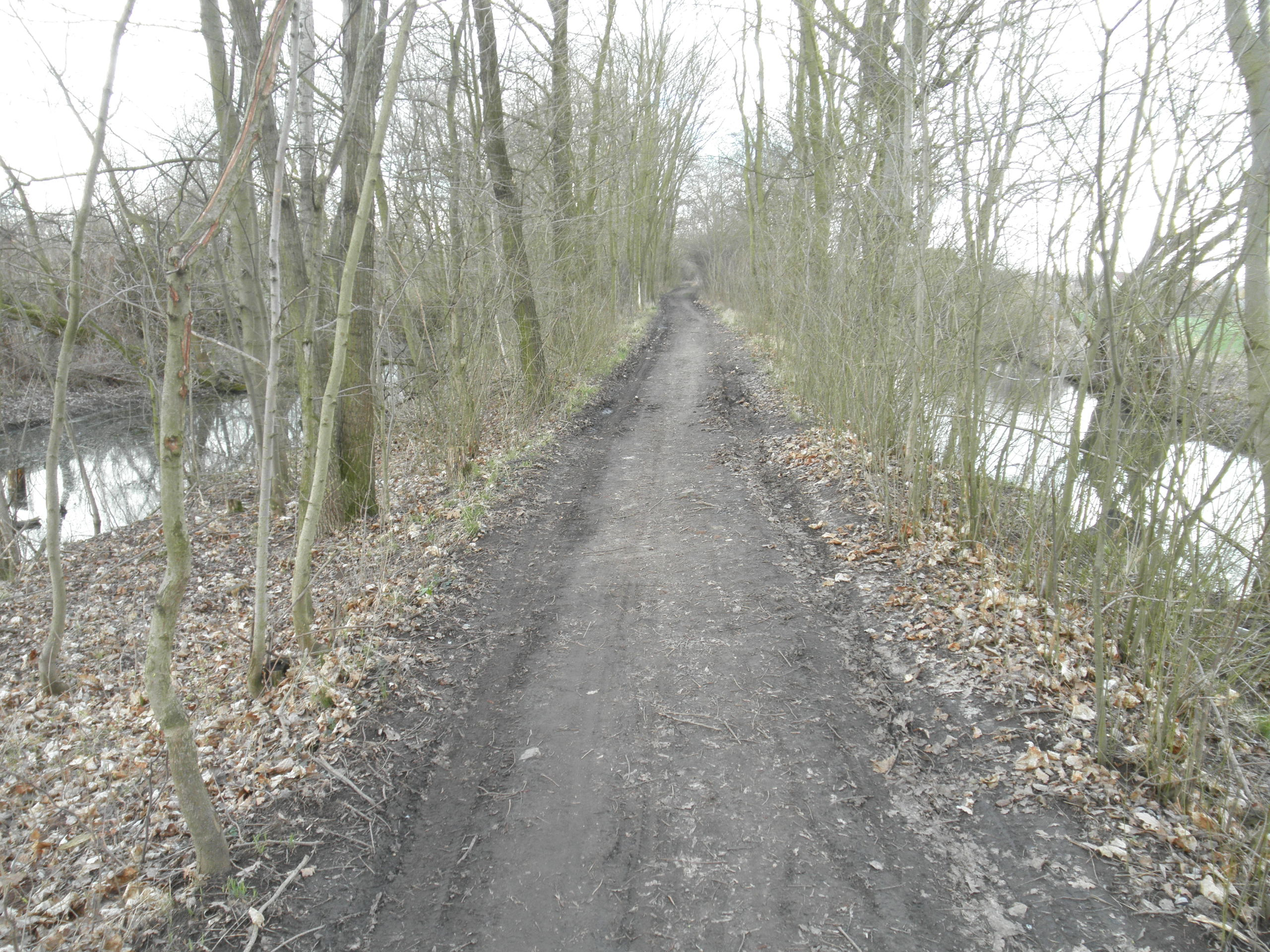
Halda a souběžné slepé rameno
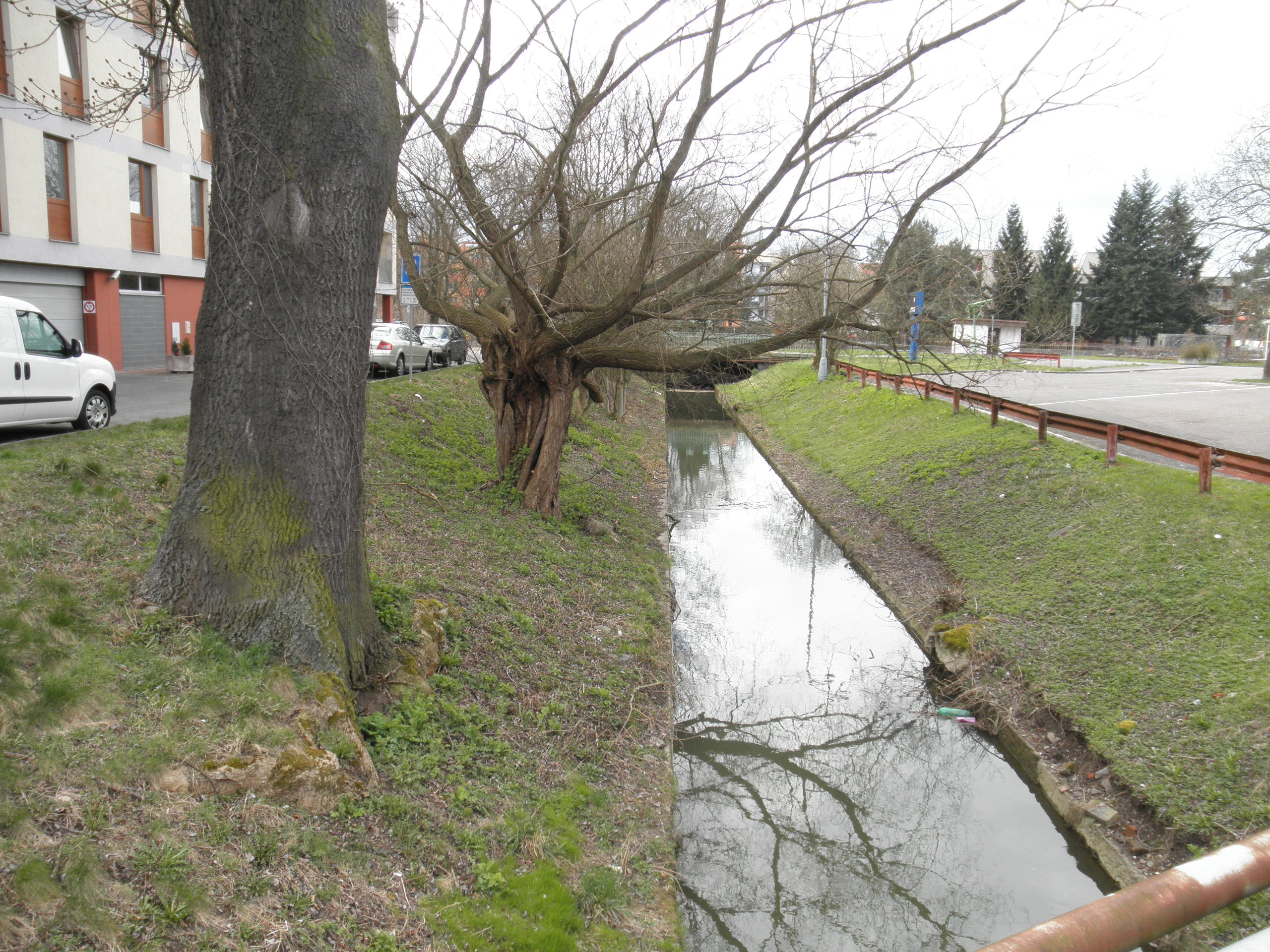
Přítok z Chrudimky do Haldy
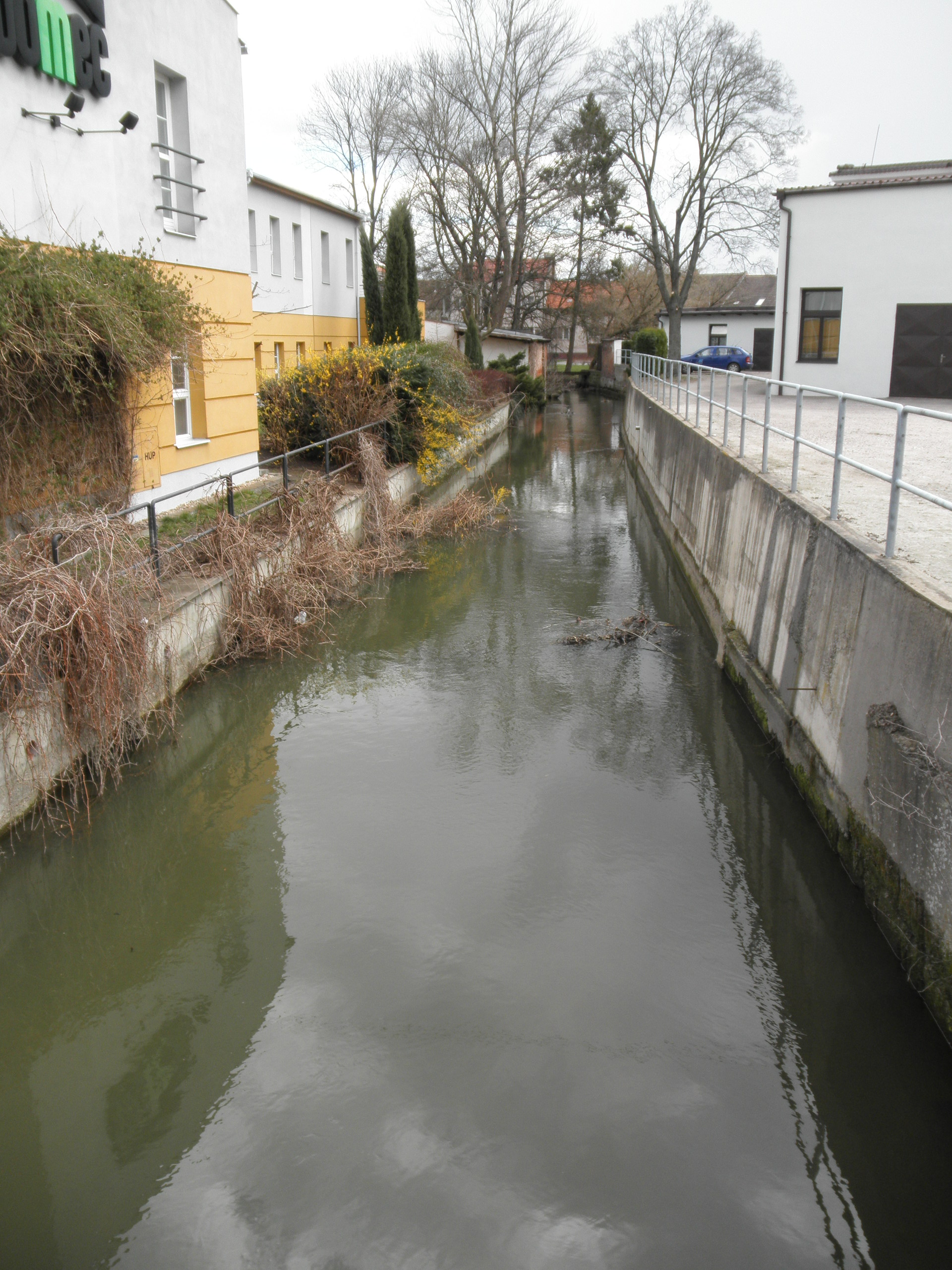
Halda
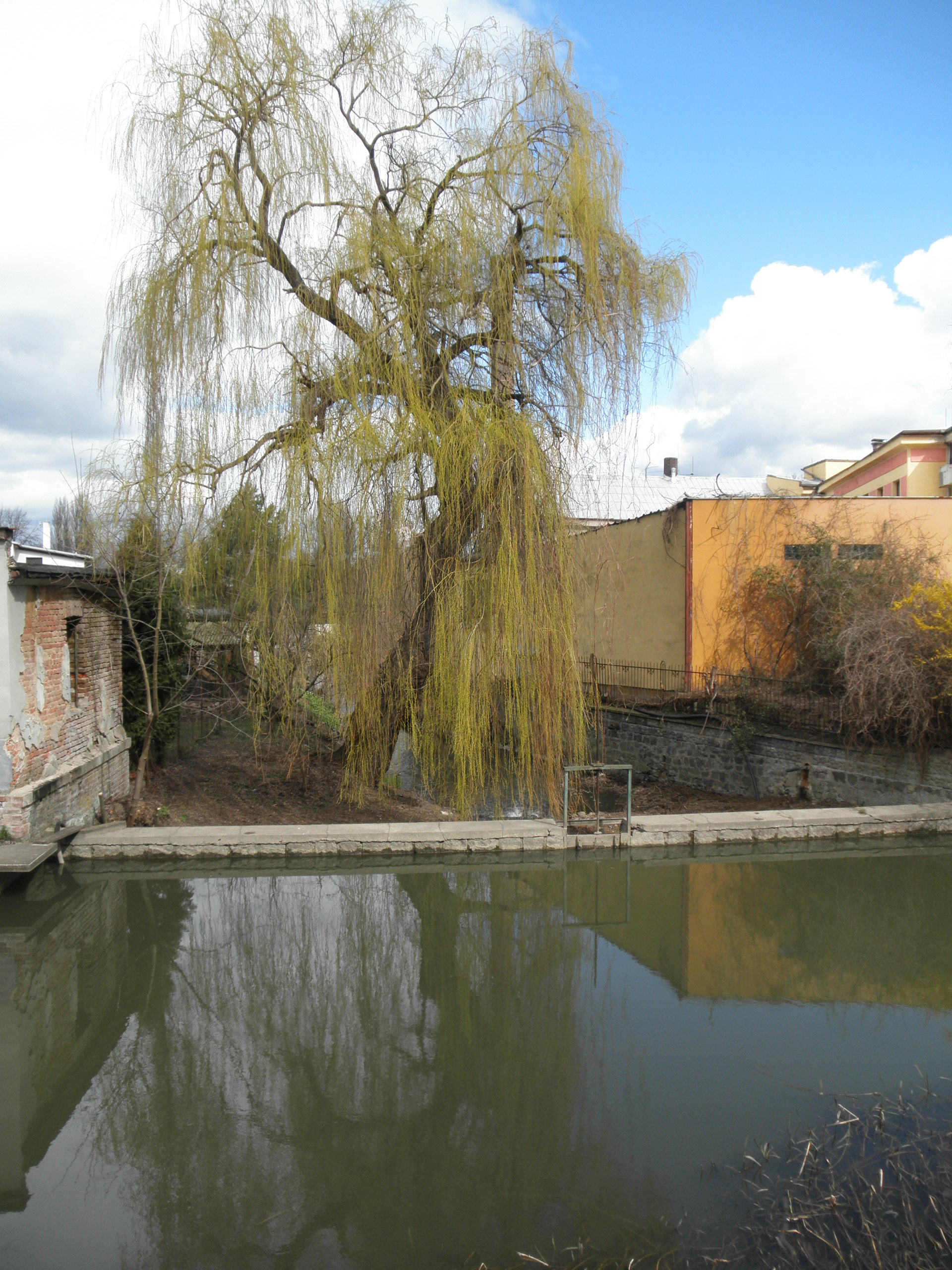
Jez Mezi mosty
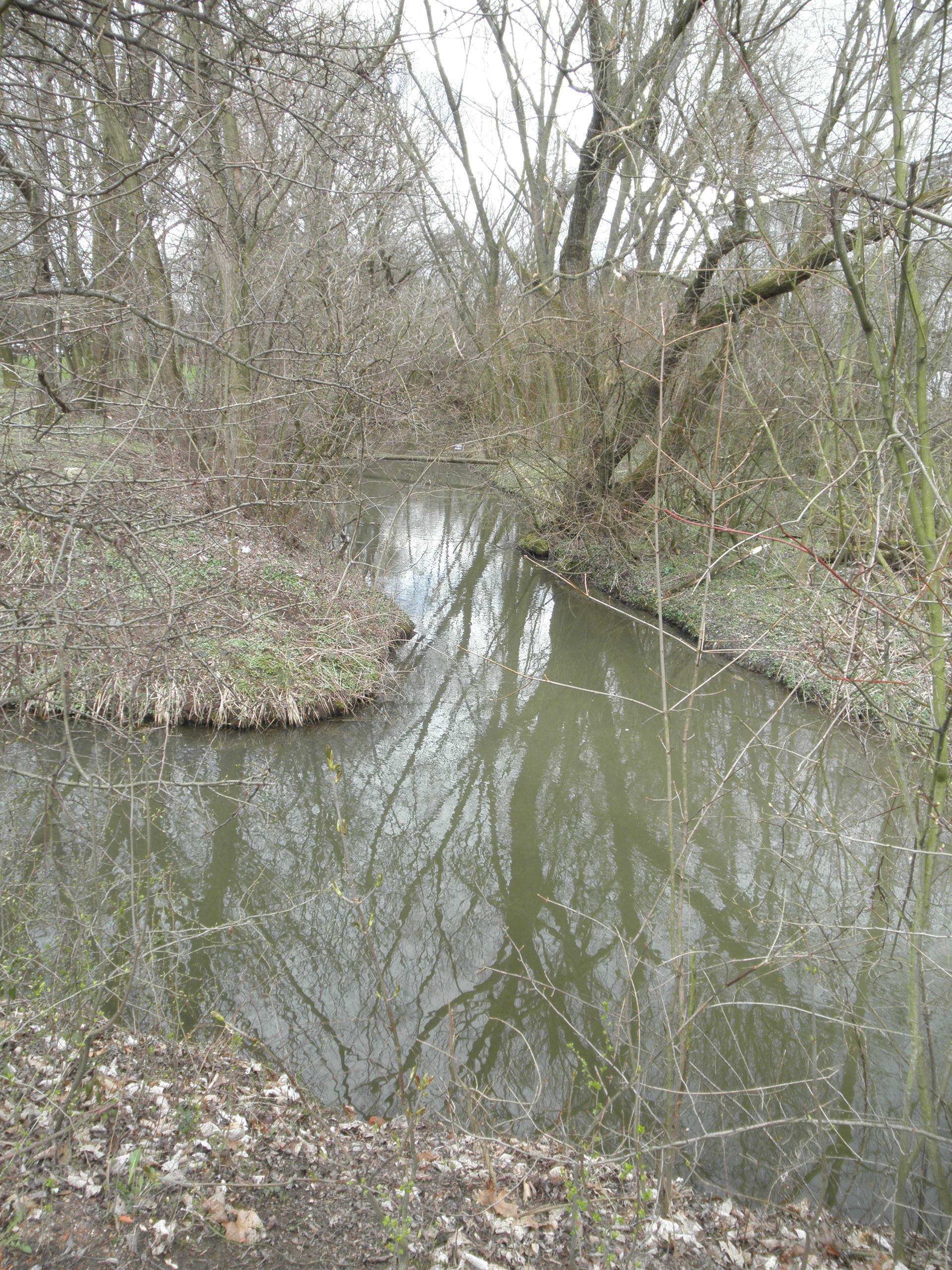
Soutok Haldy a Spojilského odpadu
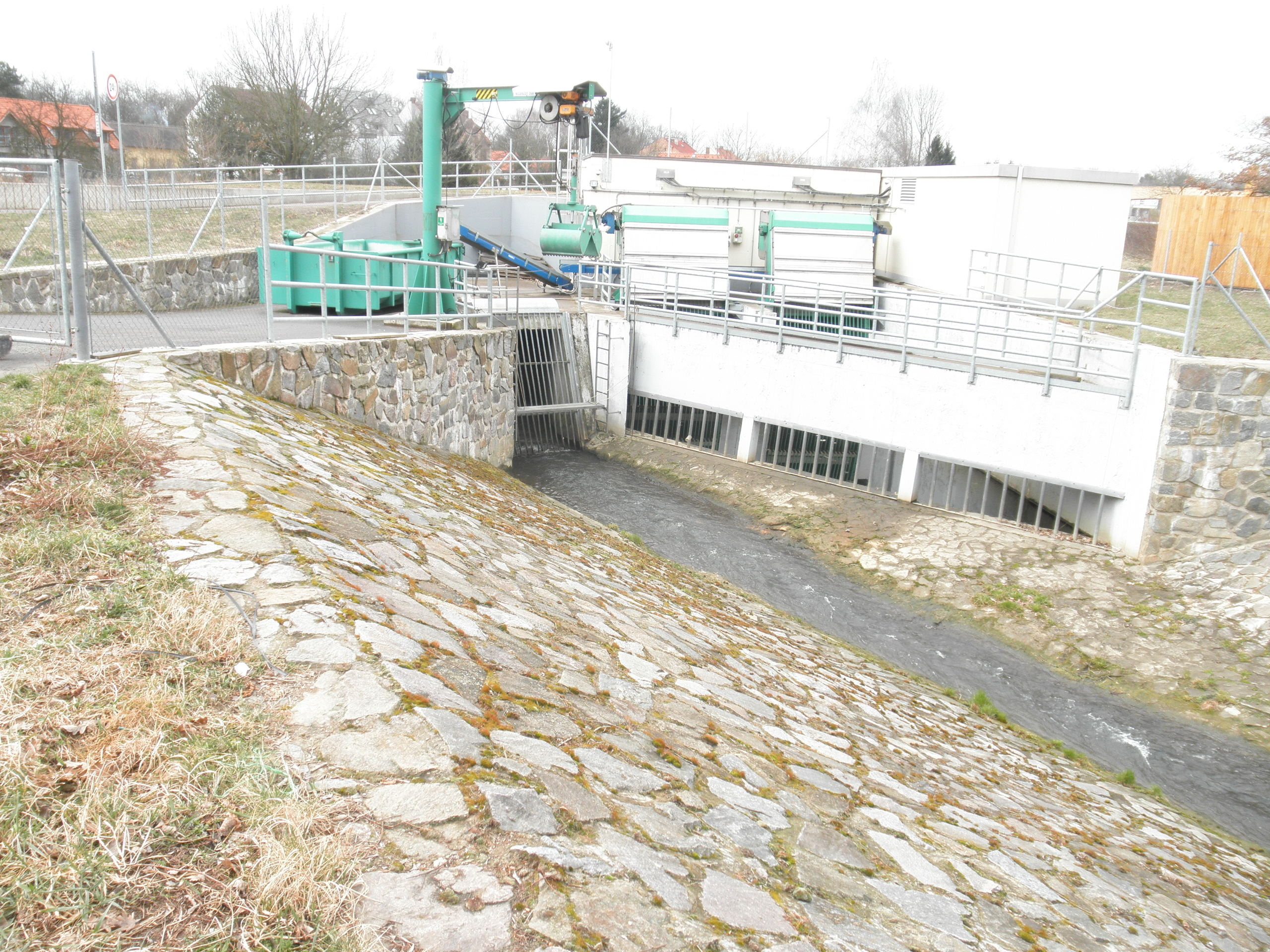
Halda se vnořuje kanálem pod Chrudimku a vtéká do Labe až za Zdymadlem
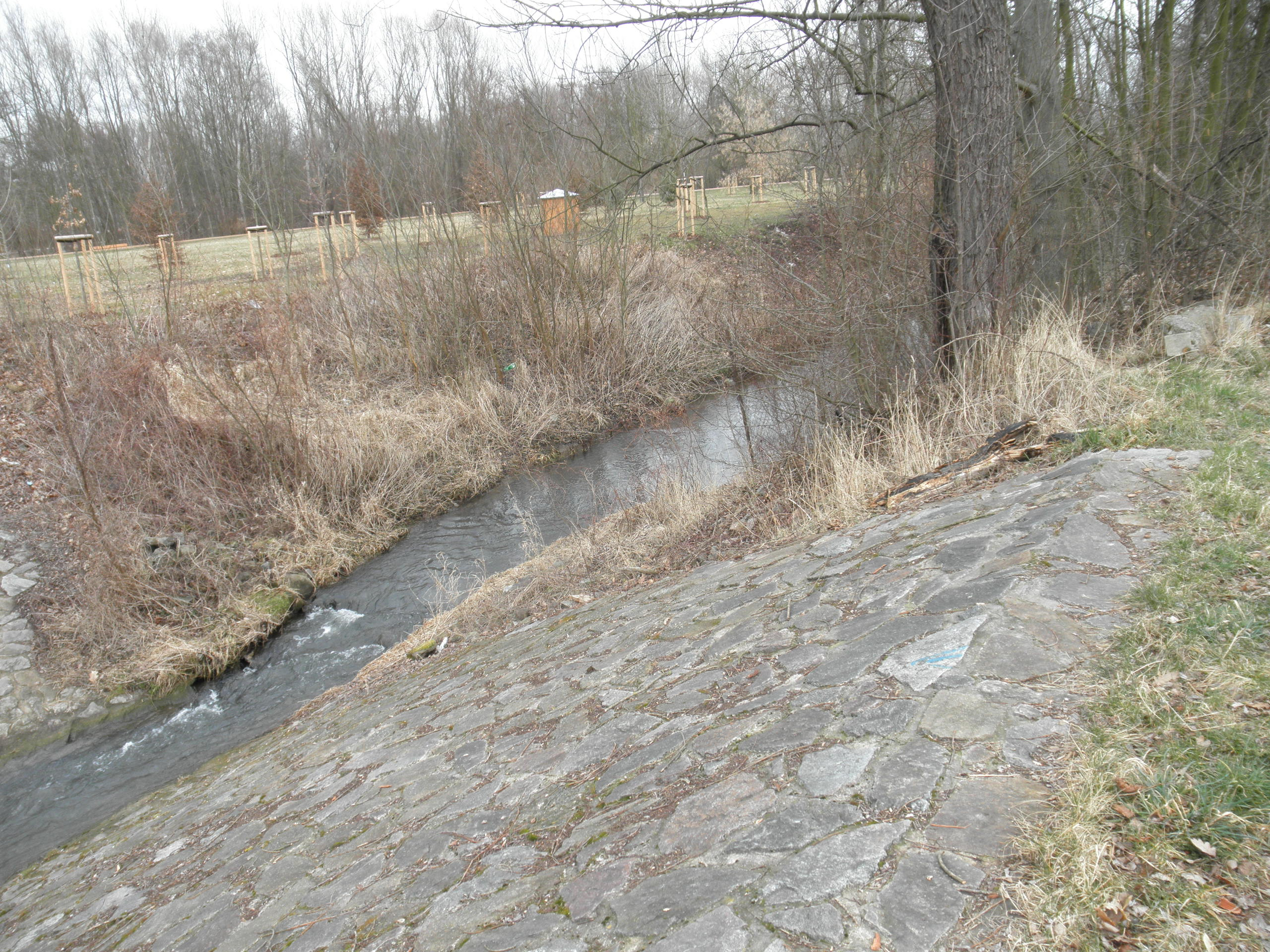
Konec Haldy
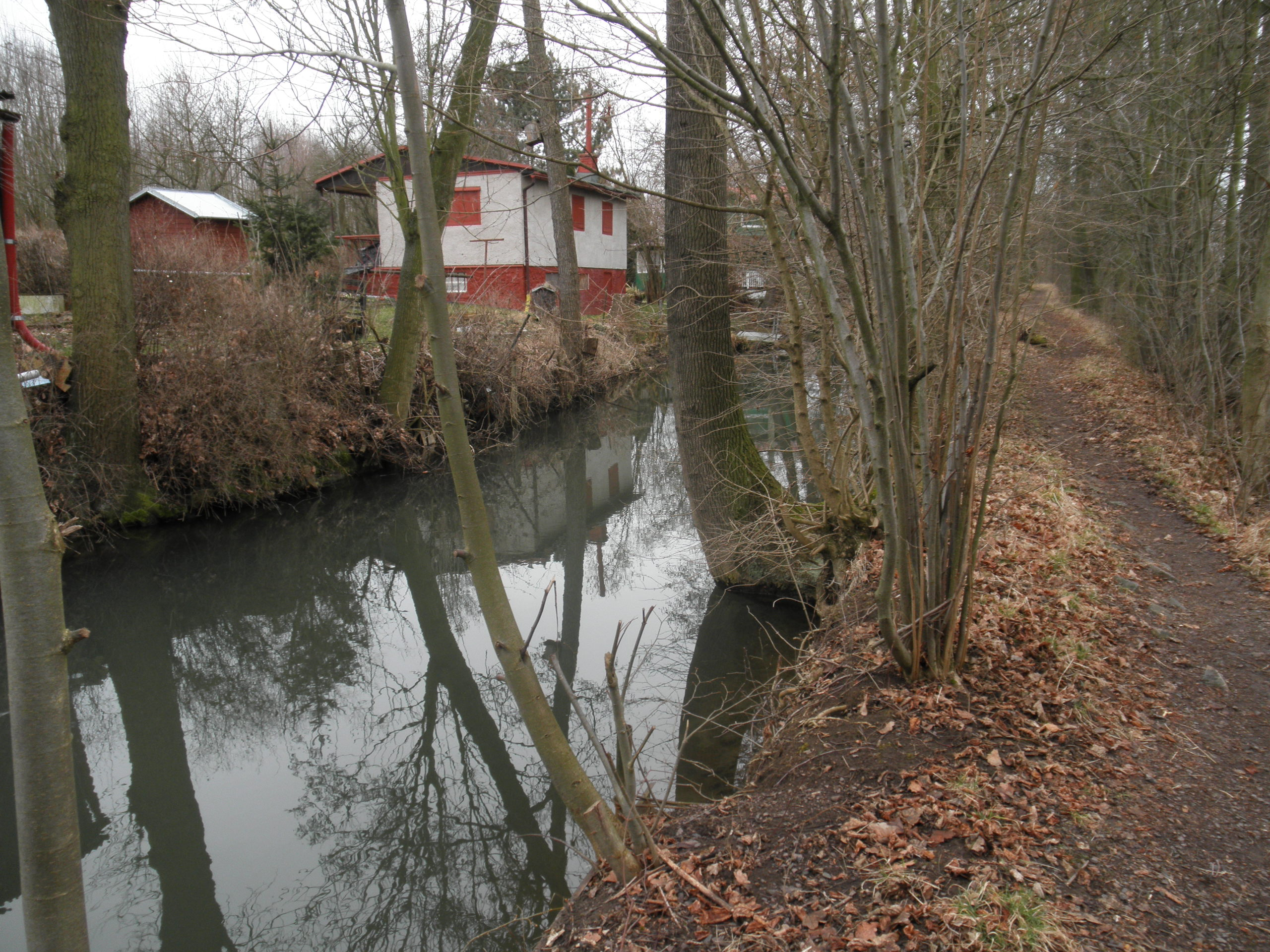
Úzké